# Starkenburg (Provinz)

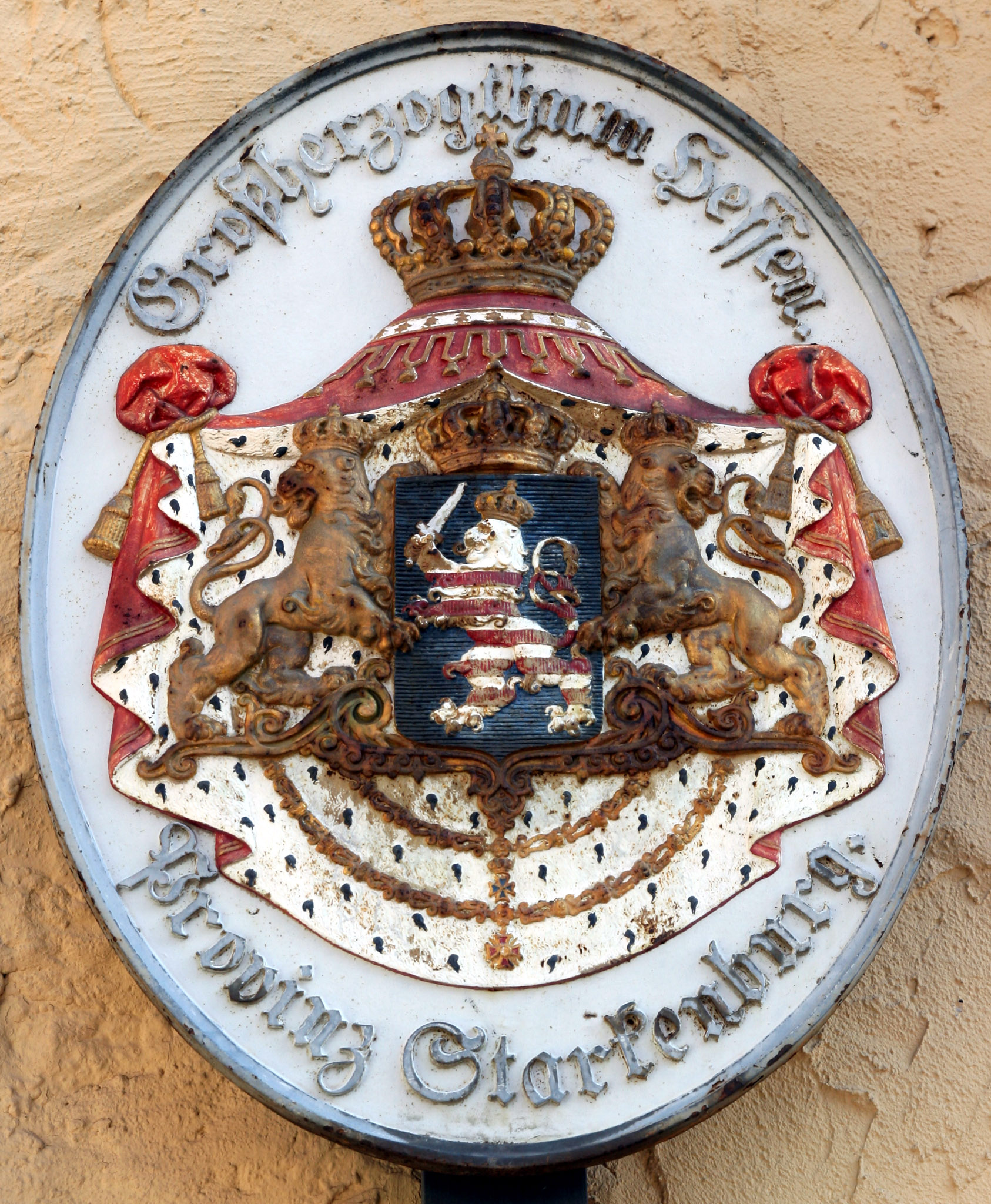
Das Wappen des Großherzogtums Hessen, Provinz Starkenburg

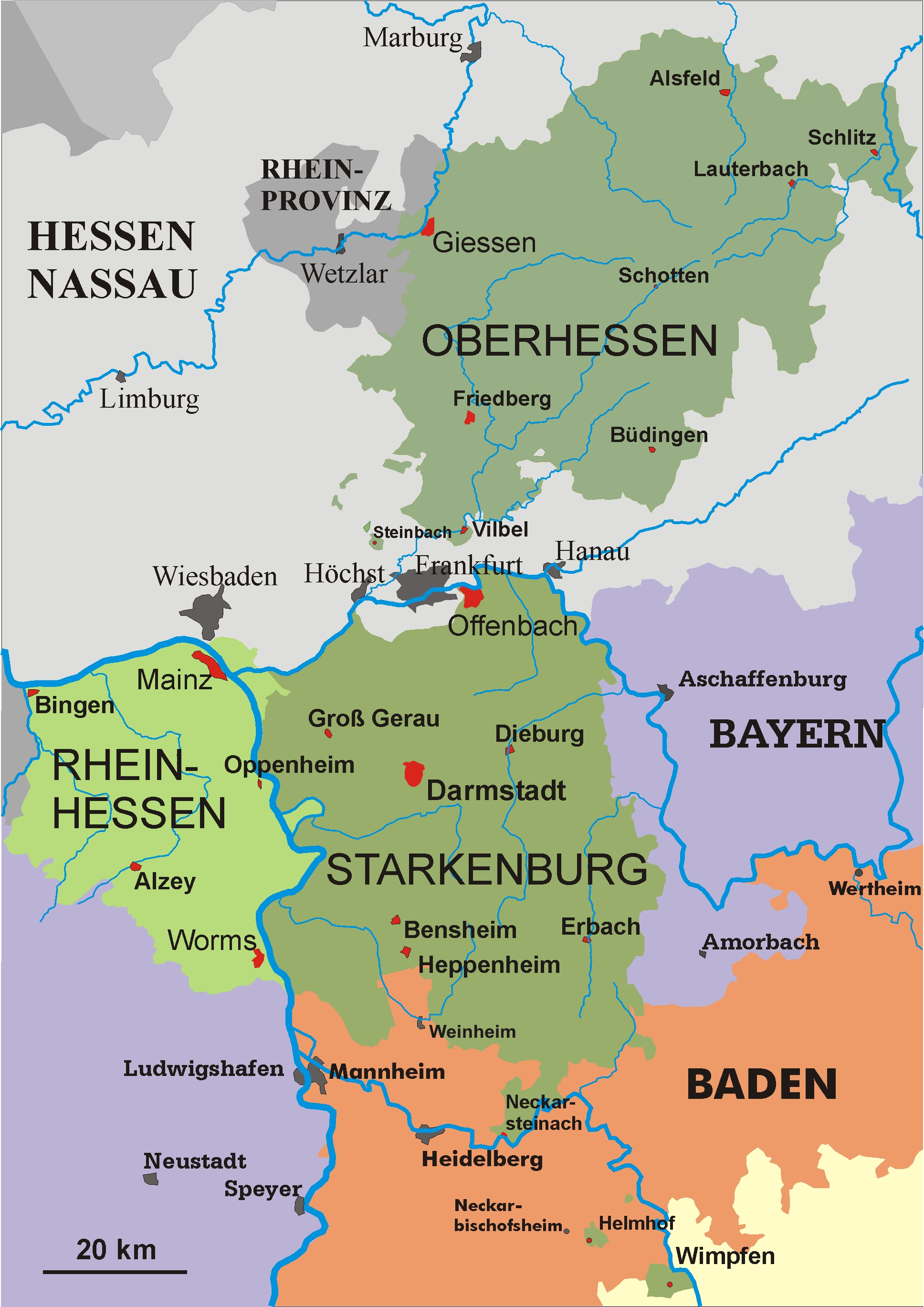
Die drei Provinzen des Volksstaates Hessen, 1930

Die Provinz Starkenburg war eine von drei Provinzen des Großherzogtums und späteren Volksstaats Hessen. Sie bestand ab 1803 als Fürstentum, 1816 bis 1937 als Provinz. Hauptstadt war Darmstadt, wichtigste Industriestadt Offenbach.

## Geschichte

### Konsolidierung 1803–1823

#### Reichsdeputationshauptschluss 1803
Im Fürstentum Starkenburg fasste die Landgrafschaft Hessen-Darmstadt nach den Gebietsgewinnen durch den Reichsdeputationshauptschluss 1803 die alten und neuen Gebiete, die östlich des Rheins und südlich des Mains lagen, zusammen. Der Altbestand war vor allem die Obergrafschaft Katzenelnbogen. Neu hinzugewonnen wurden:
- aus Kurmainzer Besitz:
  - Amt Gernsheim
  - Oberamt Starkenburg
  - Oberamt Steinheim
  - Kloster Seligenstadt
  - Amt Hirschhorn
  - Amt Neckarsteinach, Mainzer Anteil
- aus Kurpfälzer Besitz:
  - Amt Otzberg
  - Amt Lindenfels
  - Amt Umstadt, Kurpfälzer Anteil
  - Hof Kornsand
  - Knoblochsaue
- aus Besitz des Hochstifts Worms:
  - Amt Lampertheim
  - Amt Neckarsteinach, Wormser Anteil
- Propstei Wimpfen

Durch einen Staatsvertrag vom 14. März 1803 mit der Markgrafschaft Baden fielen an die Landgrafschaft Hessen-Darmstadt:
- die ehemals freie Reichsstadt Wimpfen[2],
- Neckarhausen aus ehemals kurpfälzischem Besitz[3],
- Amt Neckarsteinach, ehemaliger Anteil des Hochstifts Speyer[4],

alles aus den Gewinnen der Markgrafschaft durch den Reichsdeputationshauptschluss.
Namengebend für die neue Verwaltungseinheit war das neu erworbene ehemals kurmainzische, ursprünglich nach der gleichnamigen Burg über Heppenheim benannte Oberamt Starkenburg im Süden des Fürstentums.

#### Rheinbundakte 1806
1806 erzwang Napoleon bei Androhung einer Invasion den Austritt der Landgrafschaft Hessen-Darmstadt (und 15 anderer Staaten) aus dem Heiligen Römischen Reich Deutscher Nation, die Gründung des Rheinbundes durch diese Staaten und die Stellung hoher Militärkontingente an Frankreich. Neben der Rangerhöhung der Landgrafschaft zum Großherzogtum wurde das mit Gebietsgewinnen versüßt. Dabei ist aber zu beachten, dass alle durch die Rheinbundakte gewonnenen Gebiete zwar der staatlichen Hoheit des Großherzogtums unterlagen, aber die Souveränitätsrechte der bisherigen Landesherren, die größeren nun Standesherren, zu einem erheblichen Teil weiter erhalten wurden. Der Gebietszuwachs für das Fürstentum Starkenburg durch die Rheinbundakte bestand aus den nachfolgend aufgeführten nun zu Standesherrschaften gewordenen Gebieten:
- Teilen des Fürstentums Löwenstein-Wertheim, nämlich
  - dem Amt Habitzheim,
  - dem Wörth[Anm. 1] und
  - dem Löwenstein-Wertheimischen Teil an Kirch-Beerfurth
- dem Löwenstein-Wertheimisch / Erbach-Schönbergischen Herrschaft Breuberg, mit ihren Zehnten
  - Zehnt Neustadt,
  - Zehnt Höchst,
  - Zehnt Kirch-Brombach und
  - Zehnt Lützelbach.
- der Grafschaft Erbach, bestehend aus der
  - Grafschaft Erbach-Fürstenau mit den Ämtern
    - Michelstadt,
    - Fürstenau und
    - Freienstein sowie dem
    - Gericht Rothenberg

  - Grafschaft Erbach-Erbach mit den Ämtern
    - Erbach und
    - Reichenberg.

  - Grafschaft Erbach-Schönberg mit den Ämtern
    - König,
    - Schönberg

und den vormals reichsritterschaftlichen Gebieten
- Amt Birkenau (Wambolt von Umstadt)[8]
- Herrschaft Fränkisch-Crumbach (von Gemmingen)[9]
- Georgenhausen (von Haxthausen)[10]
- Messel (von Albini)[11]
- Albersbach (von Dalberg)[12]
- Kreiswald, Hof (von Ulner von Dieburg)[13]
- Igelsbacher Höfe (von Belderbusch)[14]
- Messenhausen (von Frankenstein)[15]

Nach den Gebietsgewinnen von 1806 hatte die Provinz 182.000 Einwohner, davon 42.000 in den „Souveränitätslanden“, die nur eingeschränkt der staatlichen Souveränität unterlagen.

#### Weitere Gebietsgewinne
Weitere Gebietsgewinne kamen in den folgenden Jahren hinzu. Am 11. Mai 1810 schlossen das Großherzogtum und das Kaiserreich Frankreich einen Staatsvertrag, mit dem Frankreich Gebiete, die es 1806 Kurhessen abgenommen hatte, an das Großherzogtum weitergab. Der im Mai geschlossene Vertrag wurde von Napoléon aber erst am 17. Oktober 1810 unterschrieben. Das hessische Besitzergreifungspatent datiert vom 10. November 1810. Das Großherzogtum erwarb auf diesem Wege für die Provinz Starkenburg das Amt Babenhausen.
Im Herbst 1810 kam es zu einem Dreiecksgeschäft zwischen Frankreich, Hessen und dem Großherzogtum Baden. Baden stellte eigene Gebietsteile zur Disposition von Frankreich, das diese dann mit einem Staatsvertrag vom 11. November 1810 an das Großherzogtum Hessen weitergab. Das hessische Besitzergreifungspatent datiert auf den 13. November 1810 und umfasste
- das Amt Amorbach,
- das Amt Miltenberg,
- das Amt Heubach,
- Laudenbach und
- Umpfenbach.

Weitere Gebietsgewinne gab es mit dem Abschluss des Wiener Kongresses 1816. Im gleichen Jahr wurde das Fürstentum im Zuge einer Verwaltungsreform in Provinz umbenannt.

Bis zu den Verwaltungsreformen von 1820 bis 1823 war die Provinz in Ämter eingeteilt. Auch danach bestanden noch einige Ämter fort, die komplett zu Standesherrschaften gehörten. Ämter waren seit dem Mittelalter eine Ebene zwischen den Gemeinden und der Landesherrschaft. Die Funktionen von Verwaltung und Rechtsprechung waren dort nicht getrennt. Dem Amt stand ein Amtmann vor, der von der Landesherrschaft eingesetzt wurde. 
Die Amtseinteilung wurde von den Vorgängerstaaten weitgehend unverändert übernommen. Das hatte zur Folge, dass die Ämter von ihrem Umfang her völlig unterschiedlich waren. Die Spanne reichte von nur einer Gemeinde (Amt Wimpfen) bis zu 46 Gemeinden (Amt Breuberg). Zudem bestanden in diesen Jahren neben staatlichen auch standesherrliche Hoheitsrechte. So gab es Dominiallande, in denen der Staat die volle Souveränität besaß, daneben aber auch Souveränitätslande, in denen Standesherren in unterschiedlichem Umfang in den Bereichen Verwaltung und Rechtsprechung Hoheitsrechte ausübten.
Dem Staat war daran gelegen, dies zu vereinheitlichen und ein staatliches Gewaltmonopol durchzusetzen. Nach dem Ende der napoleonischen Kriege bis 1823 wurden deswegen zunächst einzelne Ämter zusammengelegt und dann in einer groß angelegten Gebietsreform 1821 die Ämter in der Provinz Starkenburg und der Provinz Oberhessen aufgelöst und zugleich auch auf dieser Ebene Verwaltung und Rechtsprechung getrennt. Für die bisher in den Ämtern wahrgenommenen Verwaltungsaufgaben wurden Landratsbezirke geschaffen, für die erstinstanzliche Rechtsprechung Landgerichte.
Die bestehenden Hoheitsrechte der Standesherren wurden einigen von ihnen vom Staat abgekauft. Der Abschluss der entsprechenden Verträge zog sich länger hin. Der Prozess war 1823 so weit abgeschlossen, dass der Staat die den Standesherren in manchen Fällen formal weiter zustehenden Hoheitsrechte wahrnahm – das war im Einzelfall unterschiedlich gestaltet. Dies garantierte, dass Verwaltung und Rechtsprechung einheitlich in staatlicher Hand wahrgenommen wurden. Einige der Standesherrschaften wurden aber auch erst in der Folge der Märzrevolution 1848 beseitigt.

### Experimente 1823–1861
Auch vor 1832 kam es in einzelnen Fällen zu Zusammenlegungen von Landratsbezirken, 1832 dann zu einer neuen Gebietsreform: Die Einheiten wurden vergrößert, indem Kreise geschaffen wurden, in denen Landratsbezirke zusammengefasst wurden:
- Kreis Bensheim
- Kreis Darmstadt
- Kreis Dieburg
- Kreis Erbach
- Kreis Groß-Gerau
- Kreis Heppenheim
- Kreis Lindenfels
- Kreis Neustadt
- Kreis Offenbach
- Kreis Wimpfen

Die Provinzen, die Kreise und die Landratsbezirke des Großherzogtums wurden im Zuge der Märzrevolution am 31. Juli 1848 abgeschafft und durch Regierungsbezirke ersetzt:
- Darmstadt
- Dieburg
- Erbach
- Heppenheim

In der anschließenden Reaktionszeit wurde das in zwei Schritten wieder rückgängig gemacht. 1852 wurde prinzipiell die Kreiseinteilung aus der Zeit vor der Revolution wiederhergestellt. Dabei behielt der Staat allerdings die Rechte der Standesherren ein. Die von diesen vormals mitverwalteten Gebieten wurden nun in die staatliche Kreis-Struktur eingegliedert, insbesondere der Kreis Erbach neu geschaffen.
Der zweite Schritt folgte zum 1. Januar 1861, als auch die Provinz Starkenburg wieder hergestellt wurde.

### Bestand 1861–1937
1871 wurde Hessen Teil des Deutschen Reichs. 1874 reformierte das Großherzogtum Hessen nach preußischem Vorbild seine Kreisverfassung und führte auch eine neue Kreiseinteilung ein. Die Kreise Lindenfels, Neustadt und Wimpfen wurden aufgelöst und die dort verwalteten Gemeinden benachbarten Kreisen zugeordnet. Dort bestanden nun die Kreise:
- Bensheim
- Darmstadt
- Dieburg
- Erbach
- Groß-Gerau
- Heppenheim
- Offenbach

Neu eingeführt wurde bei der Reform 1874 eine Vertretung der Wähler auf der Ebene der Provinz, der Provinzialtag. Die damals geschaffene Gliederung der Provinz Starkenburg bestand bis zu ihrer Auflösung und blieb von der ab 1918 geltenden republikanischen Verfassung des nunmehrigen Volksstaats Hessen unberührt. 1937 wurden die drei Provinzen Starkenburg, Oberhessen und Rheinhessen aufgehoben.

### Nachspiel
Die Amerikanische Militärregierung griff 1945 noch einmal auf den Begriff der Provinz Starkenburg zurück: Sie beauftragte am 14. April 1945 Ludwig Bergsträsser mit der Bildung einer Regierung für die Provinz Starkenburg. Ab 8. Mai 1945 amtierte Bergsträsser als deren Präsident. Am 8. August 1945 wurde seine Regierung in Deutsche Regierung des Landes Hessen umbenannt, womit die Provinzen auch formal ihre letzte Bedeutung verloren.
Auf annähernd dem gleichen Gebiet – ohne Stadt und Kreis Offenbach – arbeitete bis 2007 der Zweckverband Region Starkenburg.

### Situation nach 1945
Bei der Gründung Groß-Hessens 1945 durch die US-Militärregierung wurden die Exklaven Steinbach (zum Obertaunuskreis im Regierungsbezirk Wiesbaden) und Bad Wimpfen (an das Land Württemberg-Baden) von Starkenburg abgetrennt, der Kreis Groß-Gerau erhielt dafür die seit 1930 rheinhessischen rechtsrheinischen Mainzer Stadtteile Bischofsheim, Ginsheim und Gustavsburg zurück. 1974 wurden Steinheim und Klein-Auheim aus dem Kreis Offenbach in die Stadt Hanau eingemeindet.
Das Gebiet der Provinz entsprach bis auf die genannten Änderungen und kleineren Grenzkorrekturen im Bereich des Flughafens Frankfurt den heutigen Landkreisen Bergstraße, Darmstadt-Dieburg, Groß-Gerau, Odenwald und Offenbach sowie den kreisfreien Städten Darmstadt und Offenbach.

## Gliederung

### Landratsbezirke
1821/22 wurden die Ämter aufgehoben und Landratsbezirke gebildet.
| Landratsbezirk Bensheim     | in Bensheim          | Landratsbezirk Breuberg   | in Breuberg   |
| Landratsbezirk Darmstadt    | in Darmstadt         | Landratsbezirk Dieburg    | in Dieburg    |
| Landratsbezirk Dornberg     | in Dornberg          | Landratsbezirk Erbach     | in Erbach     |
| Landratsbezirk Heppenheim   | in Heppenheim        | Landratsbezirk Hirschhorn | in Hirschhorn |
| Landratsbezirk Langen       | in Langen            | Landratsbezirk Lindenfels | in Lindenfels |
| Landratsbezirk Offenbach    | in Offenbach am Main | Landratsbezirk Reinheim   | in Reinheim   |
| Landratsbezirk Seligenstadt | in Seligenstadt      | Landratsbezirk Wimpfen    | in Wimpfen    |

### Kreise
Die Provinz wurde zum 20. August 1832 in Kreise eingeteilt, die standesherrlichen Landratsbezirke blieben davon aber unberührt:
- Bensheim (am 1. November 1938 mit dem Kreis Heppenheim zum Landkreis Bergstraße zusammengelegt)
- Heppenheim (am 1. November 1938 mit dem Kreis Bensheim zum Landkreis Bergstraße zusammengelegt)
- Erbach
- Darmstadt (am 1. November 1938 in den Stadt- und den Landkreis Darmstadt aufgeteilt)
- Dieburg
- Groß-Gerau
- Lindenfels (gegründet 1852, aufgelöst 1874, Gemeinden auf die Kreise Erbach, Bensheim und Heppenheim verteilt)
- Neustadt (gegründet 1852, aufgelöst 1874, Gemeinden auf die Kreise Erbach und Dieburg verteilt)
- Offenbach (am 1. November 1938 in den Stadt- und den Landkreis Offenbach aufgeteilt)
- Wimpfen (gegründet 1852, eingegliedert in den Kreis Heppenheim am 1. Juli 1874).

Die Kreise und die verbliebenen (standesherrlichen) Landratsbezirke wurden in der Revolution von 1848 im Großherzogtum Hessen  aufgelöst und die verbleibenden standesherrlichen Vorrechte mit dem „Gesetz über die Verhältnisse der Standesherren und adeligen Gerichtsherren“ vom 15. April, verabschiedet am 9. August 1848, abgeschafft. Stattdessen wurden Regierungsbezirke geschaffen:
- Regierungsbezirk Darmstadt
- Regierungsbezirk Dieburg
- Regierungsbezirk Erbach
- Regierungsbezirk Heppenheim

Die anschließende Reaktionsära machte das aber in zwei Schritten wieder rückgängig. 1852 wurde die Kreiseinteilung aus der Zeit vor der Revolution wiederhergestellt. Die standesherrlichen Hoheitsrechte, die in der Revolution beseitigt worden waren, aber wurden aber nicht wiederhergestellt, die behielt der Staat ein. Aus diesen Gebieten entstanden neu der Kreis Erbach und der Kreis Neustadt. Der zweite Schritt folgte zum 1. Januar 1861, als auch die Provinz Starkenburg wieder hergestellt wurde.

## Leitende Beamte

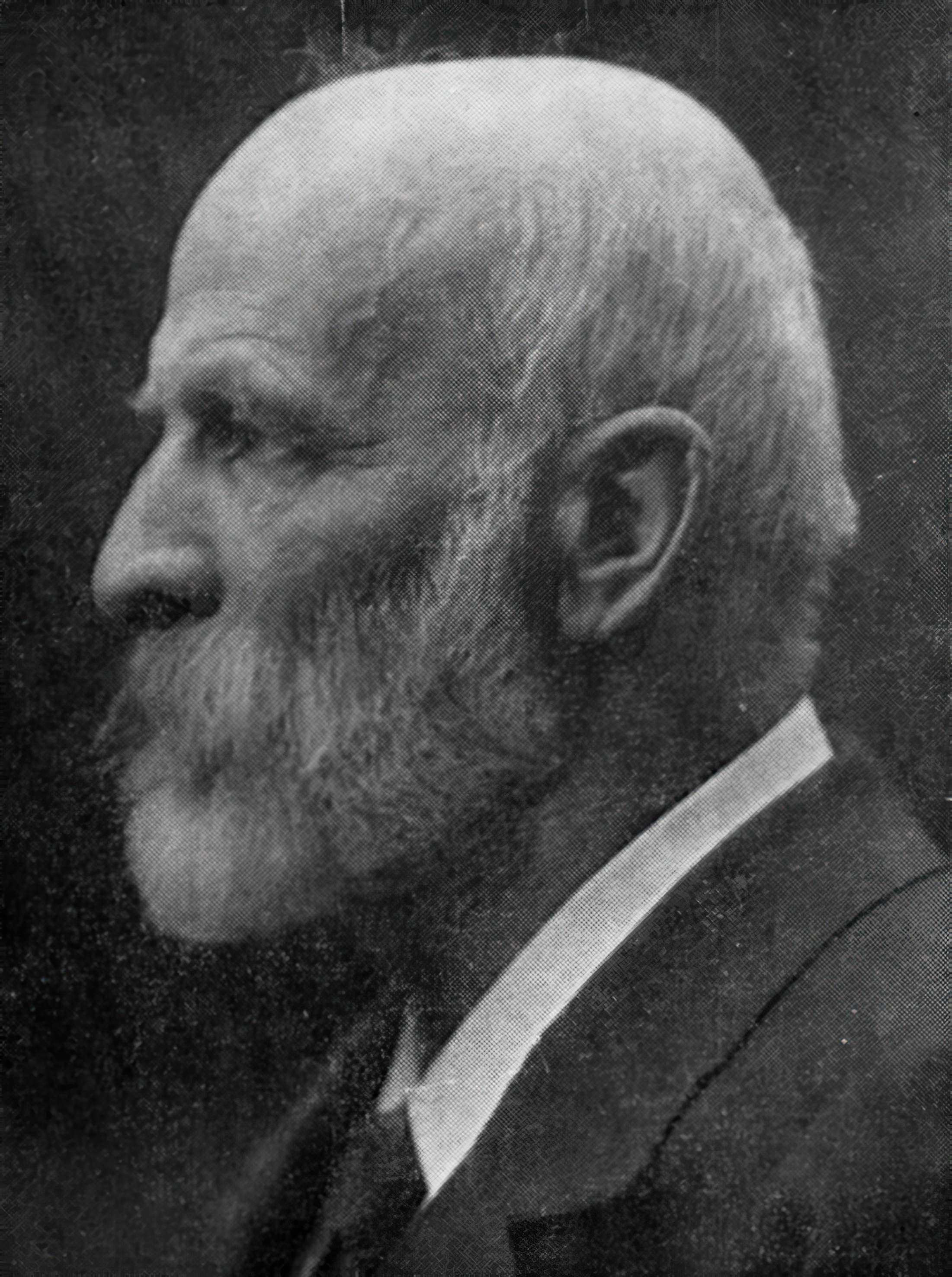
Ludwig von Senarclens-Grancy, Provinzdirektor 1899–1910

### Provinzialkommissar
- Karl Rinck von Starck (1832–1848)

Von 1848 bis 1861 gab es Provinzen als Verwaltungseinheit im Großherzogtum Darmstadt nicht.

### Provinzialdirektoren
(Quelle:)
- 1861–1870: Wilhelm von Willich gen. von Pöllnitz[34]
- Theodor Goldmann (1870–1874)
- Friedrich Küchler (1874–1881)
- Karl Rothe (1881)
- Gustav von Marquard (1881–1899)
- Ludwig von Senarclens-Grancy (1899–1910)
- Friedrich Wilhelm Fey (1910–1922)
- Wilhelm Best (1922–1924)
- Eugen Kranzbühler (1924–1928)
- Heinrich Gebhardt (1928–1934)
- Karl Meisel (1934)

1934 wurden die Provinzen abgeschafft.
- Ludwig Bergsträsser SPD (1945), von der amerikanischen Besatzungsmacht eingesetzt

## Rechtsprechung
In der Landgrafschaft Hessen-Darmstadt wurde mit Ausführungsverordnung vom 9. Dezember 1803 das Gerichtswesen neu organisiert. An der Spitze stand das Oberappellationsgericht Darmstadt. Es war oberstes Gericht im gesamten Staat.
Für das Fürstentum und die spätere Provinz Starkenburg wurde das Hofgericht Darmstadt eingerichtet. Es war in zweiter Instanz für Zivilsachen und in erster Instanz in Strafsachen und für Standesherren zuständig. In den standesherrlichen Gebieten bestanden Justizkanzleien, die dem Hofgericht nachgeordnet waren, für Verfahren zweiter Instanz.
Die Rechtsprechung der ersten Instanz in Zivilsachen wurde durch die Ämter und gebietsweise auch durch Gerichte der Standesherren und niederadelige Patrimonialgerichte ausgeübt. Die Aufgaben der ersten Instanz gingen in der Verwaltungsreform 1821, bei der auch Rechtsprechung und Verwaltung getrennt wurden, auf die neu geschaffenen Landgerichte über. Mit dem im ganzen Deutschen Reich geltenden Gerichtsverfassungsgesetz von 1879 wurde die Bezeichnung der Gerichte angepasst: Das Hofgericht Darmstadt wurde zum Landgericht Darmstadt, die bisherigen Landgerichte wurden durch Amtsgerichte ersetzt.

## Sonstiges
In Gießen trägt das Corps Starkenburgia den Namen der ehemaligen hessischen Provinz.
Im Bereich der Provinz wurde 1923 der evangelische Starkenburger Gemeinschaftsverband gegründet. Durch Fusion wurde er zu Beginn des 21. Jahrhunderts in Evangelischer Gemeinschaftsverband Rhein-Main umbenannt.